# Eduardo Serra
Pour les articles homonymes, voir Eduardo Serra (homonymie) et Serra.
Eduardo Serra est un directeur de la photographie portugais, né le 2 octobre 1943 à Lisbonne (Portugal).

## Biographie
Eduardo Serra est nommé à l'Oscar de la meilleure photographie, en 1997, pour Les Ailes de la colombe et, en 2003, pour La Jeune Fille à la perle. Il reçoit un prix Sophia d'honneur en 2014.

## Filmographie
- 1976 : Les Derniers beaux jours (court métrage)
- 1980 : Une voix (court métrage)
- 1980 : À vendre
- 1982 : Une histoire dérisoire (court métrage)
- 1983 : Sem Sombra de Pecado
- 1983 : Itinéraire bis
- 1983 : Debout les crabes, la mer monte ! Jean-Jacques Grand-Jouan
- 1984 : Le Garde du corps de François Leterrier
- 1984 : Pinot simple flic  de Gérard Jugnot
- 1984 : Marche à l'ombre de Michel Blanc
- 1985 : Nasdine Hodja au pays du business de Jean-Patrick Lebel
- 1985 : Le Mariage du siècle de Philippe Galland
- 1985 : Tranches de vie  de François Leterrier
- 1985 : Les Spécialistes  de Patrice Leconte
- 1985 : Des terroristes à la retraite
- 1985 : Contes clandestins
- 1985 : Moi vouloir toi de Patrick Dewolf
- 1987 : Tant qu'il y aura des femmes de Didier Kaminka
- 1988 : Le Mouchoir de Joseph (TV)
- 1988 : A Mulher do Próximo
- 1990 : Artcore oder Der Neger
- 1990 : Le Procès du roi (O Processo do Rei)
- 1990 : Le Mari de la coiffeuse  de Patrice Leconte
- 1992 : Lapse of Memory
- 1992 : Le Zèbre de Jean Poiret
- 1993 : L'Écriture de Dieu (Die Inschrift des Gottes) (court métrage)
- 1993 : Tango de Patrice Leconte
- 1993 : Cœur de métisse (Map of the Human Heart)
- 1993 : Amor e Dedinhos de Pé
- 1994 : Le Parfum d'Yvonne  de Patrice Leconte
- 1994 : Grosse fatigue  de Michel Blanc
- 1995 : L'Amour conjugal
- 1995 : Funny Bones
- 1996 : Les Grands Ducs  de Patrice Leconte
- 1996 : O Judeu
- 1996 : Jude de Michael Winterbottom
- 1996 : The Disappearance of Finbar
- 1997 : Les Ailes de la colombe de Iain Softley
- 1997 : Rien ne va plus de Claude Chabrol
- 1998 : Au-delà de nos rêves de Vincent Ward
- 1999 : Au cœur du mensonge de Claude Chabrol
- 2000 : Passion of Mind
- 2000 : La Veuve de Saint-Pierre  de Patrice Leconte
- 2000 : Incassable de M. Night Shyamalan
- 2002 : Papillons de nuit
- 2002 : Rue des plaisirs de Patrice Leconte
- 2002 : Le Dauphin (O Delfim) de Fernando Lopes
- 2003 : La Fleur du mal de Claude Chabrol
- 2003 : La Jeune Fille à la perle de Peter Webber
- 2004 : Confidences trop intimes  de Patrice Leconte
- 2004 : La Demoiselle d'honneur de Claude Chabrol
- 2004 : Beyond the Sea de Kevin Spacey
- 2005 : Il ne faut jurer de rien ! de Éric Civanyan
- 2006 : L'Ivresse du pouvoir de Claude Chabrol
- 2006 : Blood Diamond de Edward Zwick
- 2007 : La Fille coupée en deux de Claude Chabrol
- 2007 : Fados de  Carlos Saura
- 2008 : Les Insurgés de Edward Zwick
- 2009 : Bellamy de Claude Chabrol
- 2010 et 2011 : Harry Potter et les Reliques de la Mort de David Yates
- 2012 : Belle du Seigneur de Glenio Bonder